# Nordsee (Schiff, 1977)
Die Nordsee ist ein Saugbagger, der vom Wasserstraßen- und Schifffahrtsamt Weser-Jade-Nordsee betrieben wird. Eigner ist das Bundesministerium für Digitales und Verkehr (BMDV) in Berlin.

## Geschichte
Der Saugbagger wurde auf der Werft O&K Orenstein & Koppel AG in Lübeck gebaut. Die Kiellegung erfolgte am 10. Oktober 1977, Stapellauf war am 17. Dezember 1977, die Fertigstellung des Schiffes erfolgte im Mai 1978.

## Technik
Angetrieben wird das Schiff durch zwei Achtzylinder-Viertakt-Dieselmotoren vom Hersteller MaK Maschinenbau, die jeweils auf einen Verstellpropeller wirken. Die Motoren verfügen über eine Leistung von je 3530 kW. Darüber hinaus verfügt das Schiff über ein Bugstrahlruder.
Für den Einsatz als Bagger ist das Schiff mit zwei Seitensaugrohren ausgerüstet, die über einen Durchmesser von je 1 m verfügen. Die maximale Baggertiefe beträgt 29 m. Bei der Beladung des Hopperraums wird überschüssiges Wasser über Überläufe wieder nach außenbords geleitet. Die Befüllung des Hopperraums dauert ca. 40 Minuten, für die Verklappung des Baggerguts werden ca. 15 bis 20 Minuten benötigt.

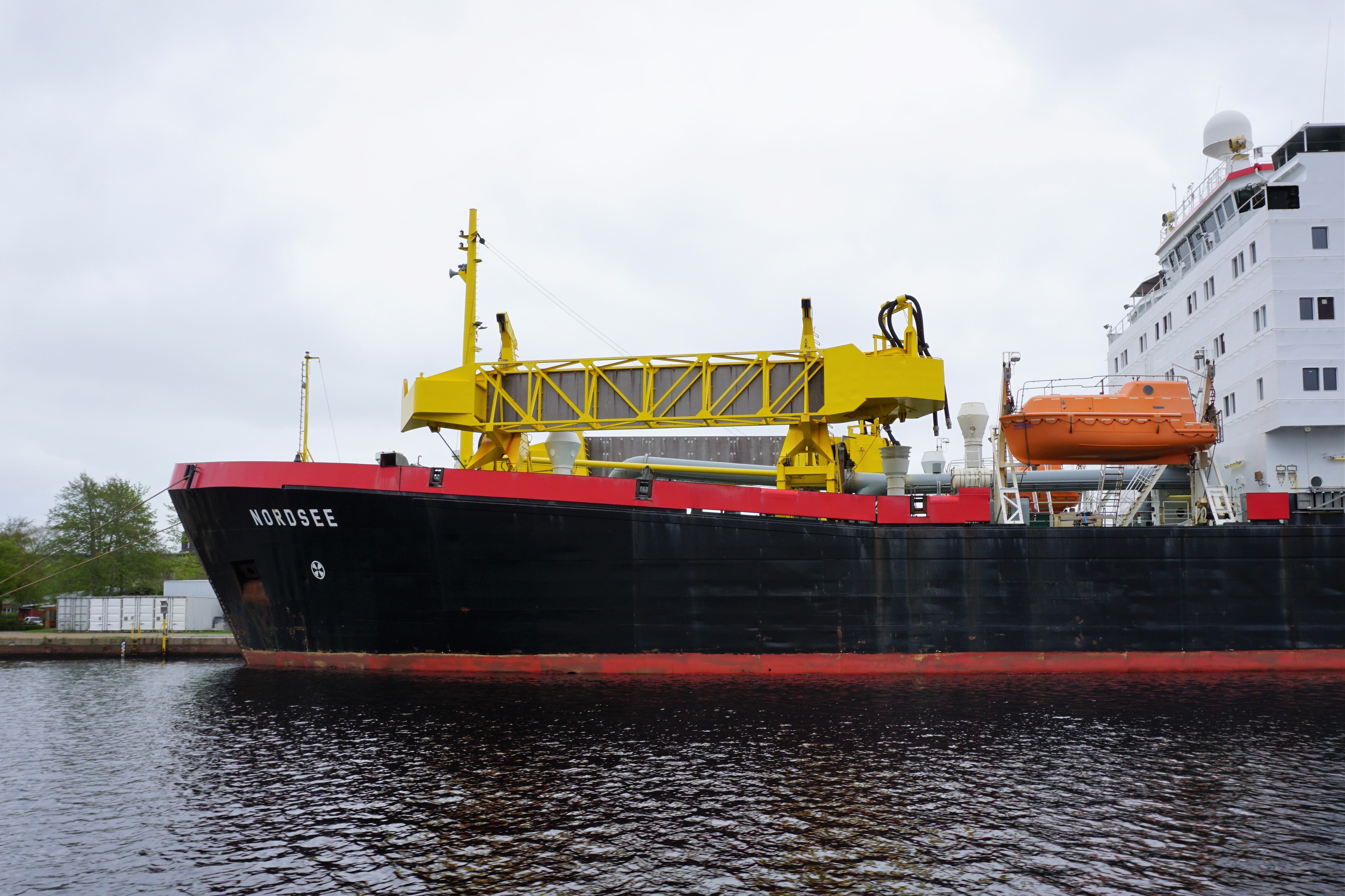
Die Ölauffangarme der Nordsee

Das Schiff kann im Zuge seiner Bereitschaft im Havariekommando (Partner des Maritimen Sicherheitszentrums (MSZ)) in der Nordsee auch in der Ölunfallbekämpfung eingesetzt werden. Dafür befinden sich an beiden Schiffsseiten 22 m lange Ölauffangarme (englisch rigid sweeping arms), über die in der Stunde 600 bis 1000 t Öl-Wasser-Gemische von der Wasseroberfläche aufgenommen werden können.